# Ben (Iran)
Ben (persan : بن) est une ville, chef-lieu du district central situé dans la préfecture de Ben dans la province du Tchaharmahal-et-Bakhtiari en Iran, à environ 30 km au nord-ouest de Shahrekord. 

## Population
Lors du recensement de 2006, la population de la ville était de 12 971 habitants répartis dans 3 141 familles. 

## Personnalités liées à la ville
Le poète et traducteur Mirzâ Habib Esfahâni, (1835-1897), est né dans la ville de Ben.